# Lucăcești, Maramureș
Lucăcești este un sat în comuna Mireșu Mare din județul Maramureș, Transilvania, România.

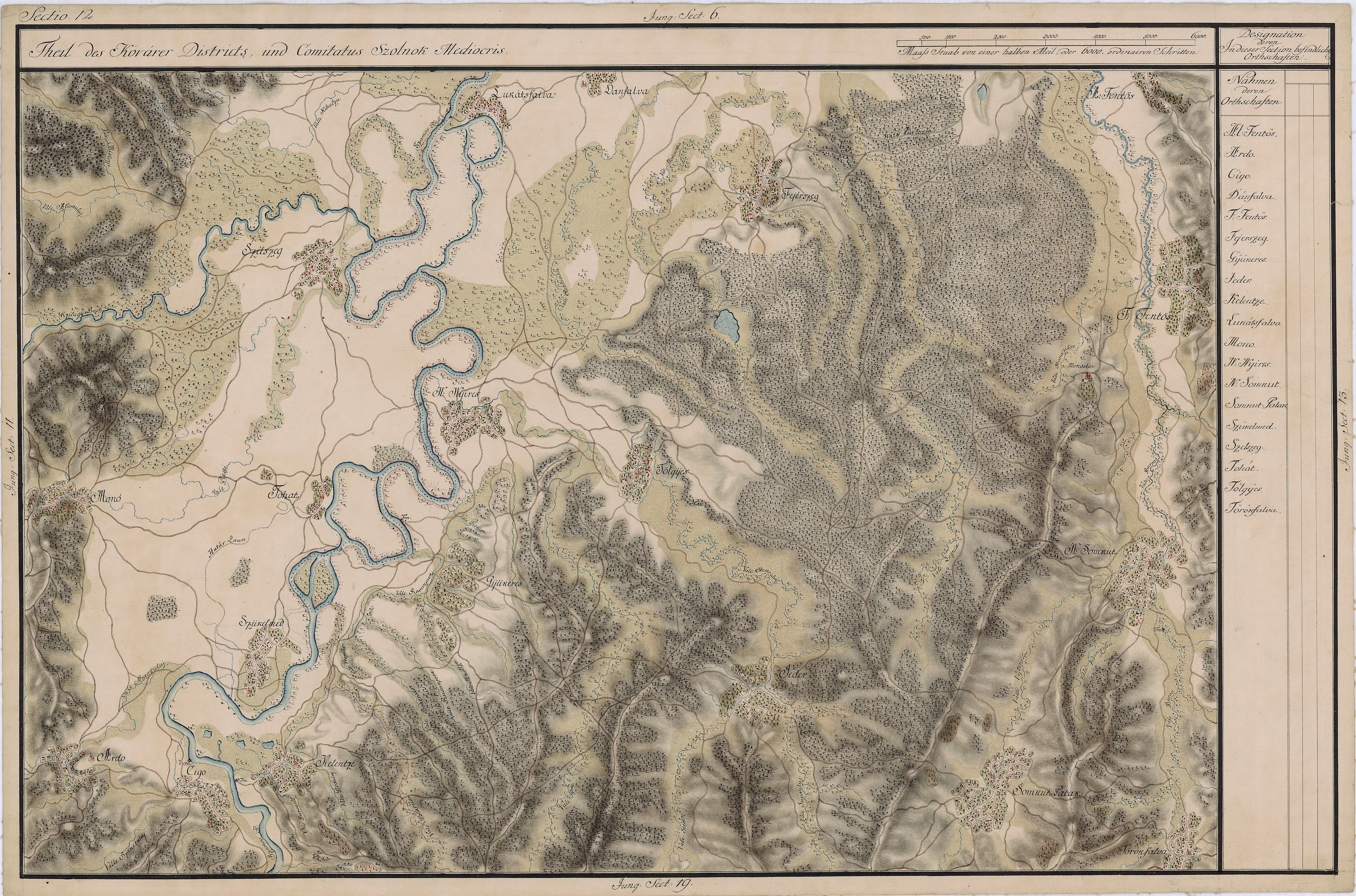
Lucăceşti în Harta Iosefină a Transilvaniei

## Istoric
Prima atestare documentară: 1403 (Lucachfalva). 

## Etimologie
Etimologia numelui localității: din n. grup lucăcești < n.fam. Lucaci(u) (< magh. Lukacs, srb.-cr. Lukač, derivat din n. fam. Luca, nume biblic, din lat. Lucas) + suf. -ești. 

## Demografie
La recensământul din 2011, populația era de 607 locuitori. 

## Personalități locale
- Ioan Dragoș (n. 1955), poet. Vol. Cavalerul triunghiului (1997), Acestea sunt amănuntele (1998) etc.